# Ballon d'Or 2022
De Ballon d'Or 2022 was de zestigste editie van het Ballon d'Or-gala, georganiseerd door France Football en de zesde na de beëindiging van de FIFA Ballon d'Or. Het vond plaats op 17 oktober 2022 in het Théâtre du Châtelet te Parijs. Karim Benzema en Alèxia Putellas wonnen de belangrijkste prijzen. Voor het eerst werd de prijs uitgereikt op basis van een voetbalseizoen in plaats van een kalenderjaar. De genomineerden werden op 12 augustus 2022 bekendgemaakt.

## Stemprocedure
De winnaar werd gekozen door een jury van journalisten uit landen in de top 100 van de FIFA-wereldranglijst en oud-voetballers.

## Uitslag

### Ballon d'Or

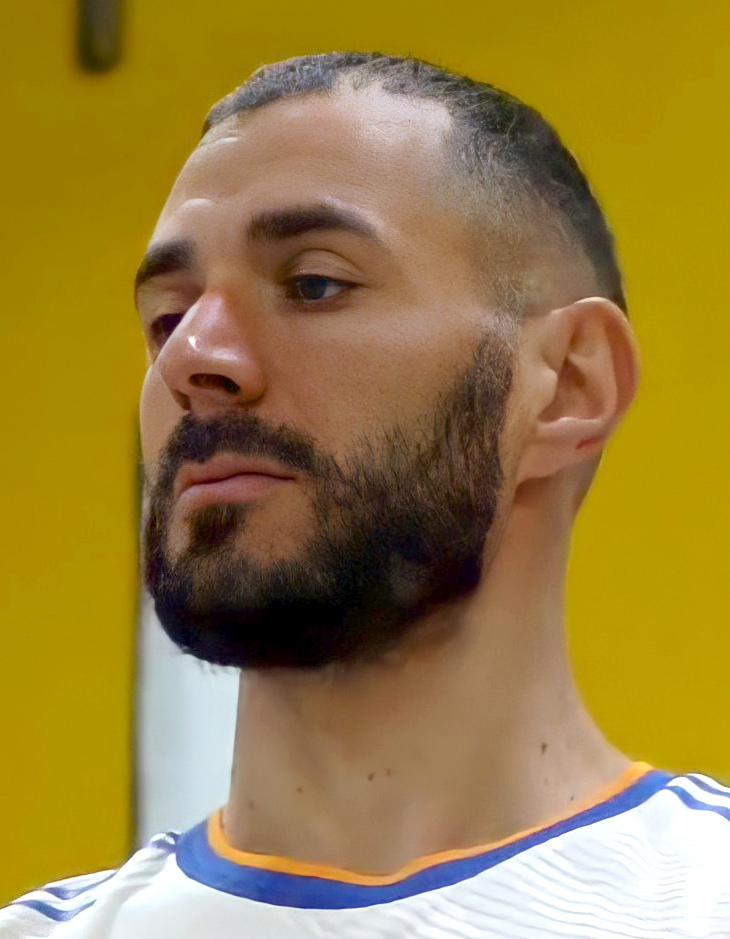
Karim Benzema

Karim Benzema werd de vijfde Franse winnaar van de prijs voor de beste mannelijke voetballer van het jaar, na Raymond Kopa (1958), Michel Platini (1983, 1984 1985), Jean-Pierre Papin (1991) en Zinédine Zidane (1998). Sadio Mané werd de eerste Senegalees op het podium van de Ballon d'Or ooit en de eerste Afrikaans sinds George Weah als winnaar in 1995. Kevin De Bruyne werd de eerste Belg ooit op het podium van de Ballon d'Or.
| №   | Speler                 | Club                          | Punten |
| --- | ---------------------- | ----------------------------- | ------ |
| 01. | Karim Benzema          | Real Madrid                   | 549    |
| 02. | Sadio Mané             | Liverpool FC                  | 193    |
| 03. | Kevin De Bruyne        | Manchester City               | 175    |
| 04. | Robert Lewandowski     | FC Barcelona                  | 170    |
| 05. | Mohamed Salah          | Liverpool FC                  | 116    |
| 06. | Kylian Mbappé          | Paris Saint-Germain           | 85     |
| 07. | Thibaut Courtois       | Real Madrid                   | 82     |
| 08. | Vinícius Júnior        | Real Madrid                   | 61     |
| 09. | Luka Modrić            | Real Madrid                   | 20     |
| 10. | Erling Haaland         | Borussia Dortmund             | 18     |
| 11. | Son Heung-min          | Tottenham Hotspur             |        |
| 12. | Riyad Mahrez           | Manchester City               |        |
| 13. | Sébastien Haller       | AFC Ajax                      |        |
| 14. | Fabinho                | Liverpool FC                  |        |
| 14. | Rafael Leão            | AC Milan                      |        |
| 16. | Virgil van Dijk        | Liverpool FC                  |        |
| 17. | Casemiro               | Real Madrid                   |        |
| 17. | Dušan Vlahović         | ACF Fiorentina Juventus FC    |        |
| 17. | Luis Díaz              | FC Porto Liverpool FC         |        |
| 20. | Cristiano Ronaldo      | Juventus FC Manchester United |        |
| 21. | Harry Kane             | Tottenham Hotspur             |        |
| 22. | Bernardo Silva         | Manchester City               |        |
| 22. | Trent Alexander-Arnold | Liverpool FC                  |        |
| 22. | Phil Foden             | Manchester City               |        |
| 25. | João Cancelo           | Manchester City               |        |
| 25. | Joshua Kimmich         | Bayern München                |        |
| 25. | Mike Maignan           | AC Milan                      |        |
| 25. | Christopher Nkunku     | RB Leipzig                    |        |
| 25. | Darwin Núñez           | Liverpool FC                  |        |
| 25. | Antonio Rüdiger        | Chelsea FC                    |        |

### Ballon d'Or Féminin

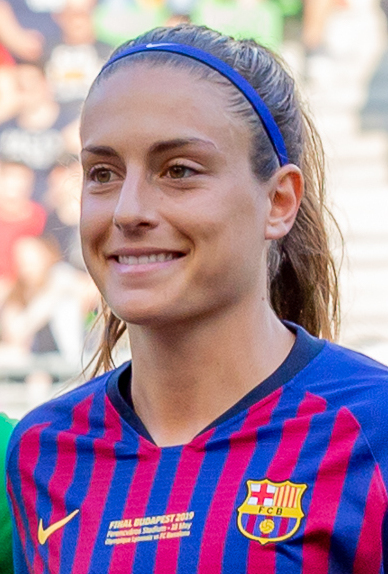
Alèxia Putellas

Alèxia Putellas won de prijs voor de beste voetbalster van het jaar voor een tweede jaar op rij en werd zodoende de eerste speelster met die de prijs meerdere keren won.
| №   | Speler                  | Club                | Punten |
| --- | ----------------------- | ------------------- | ------ |
| 01. | Alèxia Putellas         | FC Barcelona        |        |
| 02. | Beth Mead               | Arsenal WFC         |        |
| 03. | Sam Kerr                | Chelsea FC          |        |
| 04. | Lena Oberdorf           | VfL Wolfsburg       |        |
| 05. | Aitana Bonmatí          | FC Barcelona        |        |
| 06. | Alexandra Popp          | VfL Wolfsburg       |        |
| 07. | Ada Hegerberg           | Olympique Lyonnais  |        |
| 08. | Wendie Renard           | Olympique Lyonnais  |        |
| 09. | Catarina Macario        | Olympique Lyonnais  |        |
| 10. | Lucy Bronze             | FC Barcelona        |        |
| 11. | Vivianne Miedema        | Arsenal WFC         |        |
| 12. | Christiane Endler       | Olympique Lyonnais  |        |
| 13. | Alex Morgan             | San Diego Wave      |        |
| 14. | Selma Bacha             | Olympique Lyonnais  |        |
| 15. | Millie Bright           | Chelsea LFC         |        |
| 16. | Asisat Oshoala          | FC Barcelona        |        |
| 17. | Marie-Antoinette Katoto | Paris Saint-Germain |        |
| 18. | Trinity Rodman          | Washington Spirit   |        |
| 19. | Fridolina Rolfö         | FC Barcelona        |        |
| 20. | Kadidiatou Diani        | Paris Saint-Germain |        |

### Kopa Trophy

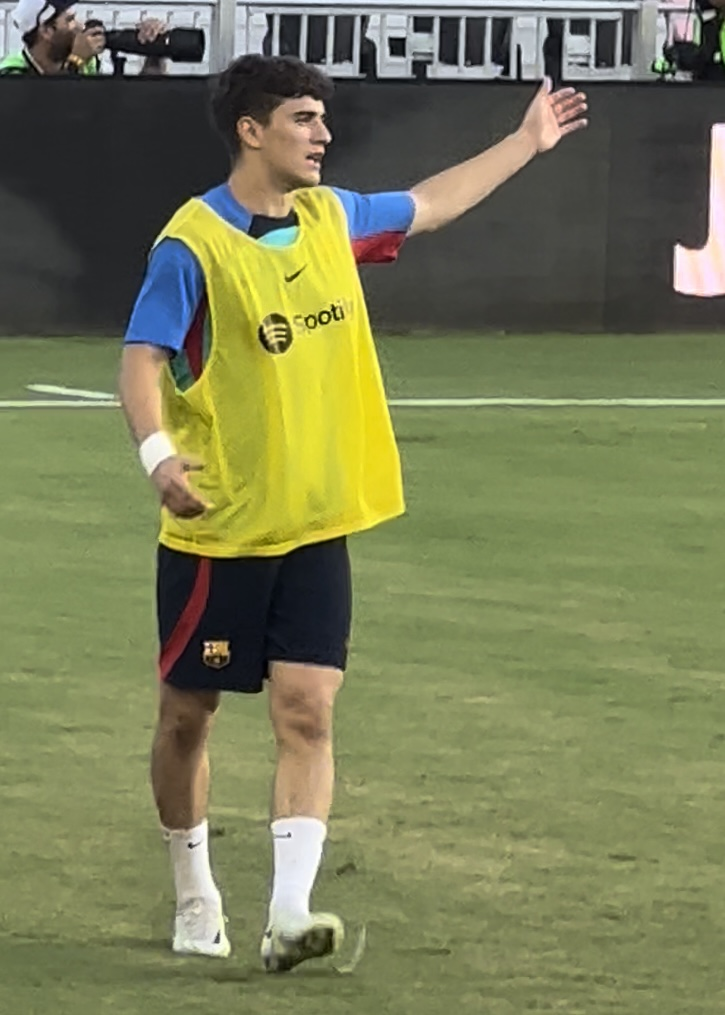
Gavi

Gavi won de prijs voor de beste voetballer onder de 21 jaar voor het eerst en volgde daarmee Pedri, zijn ploeggenoot bij zowel FC Barcelona als Spanje op.
| №   | Speler            | Club                      | Punten |
| --- | ----------------- | ------------------------- | ------ |
| 01. | Gavi              | FC Barcelona              |        |
| 02. | Eduardo Camavinga | Stade Rennais Real Madrid |        |
| 03. | Jamal Musiala     | Bayern München            |        |
| 04. | Jude Bellingham   | Borussia Dortmund         |        |
| 05. | Nuno Mendes       | Paris Saint-Germain       |        |
| 06. | Joško Gvardiol    | RB Leipzig                |        |
| 06. | Ryan Gravenberch  | AFC Ajax                  |        |
| 08. | Bukayo Saka       | Arsenal FC                |        |
| 09. | Karim Adeyemi     | Red Bull Salzburg         |        |
| 10. | Florian Wirtz     | Bayer Leverkusen          |        |

### Yashin Trophy

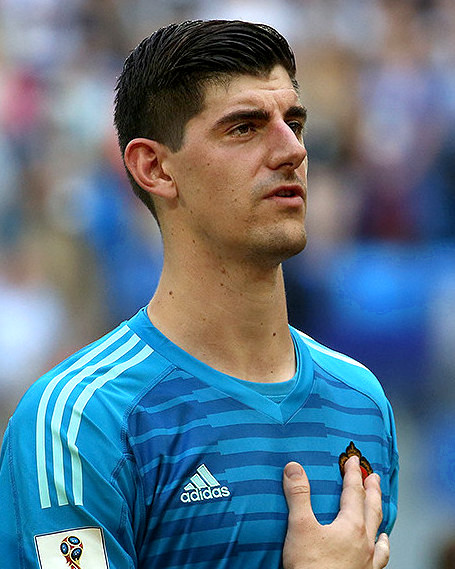
Thibaut Courtois

Thibaut Courtois won voor het eerst de prijs van de beste doelman van het jaar, vernoemd naar Lev Jasjin. Hij werd daarmee de eerste Belg die de prijs won.
| №   | Speler           | Club                | Punten |
| --- | ---------------- | ------------------- | ------ |
| 01. | Thibaut Courtois | Real Madrid         |        |
| 02. | Alisson Becker   | Liverpool FC        |        |
| 03. | Ederson Moraes   | Manchester City     |        |
| 04. | Édouard Mendy    | Chelsea FC          |        |
| 05. | Mike Maignan     | AC Milan            |        |
| 06. | Kevin Trapp      | Eintracht Frankfurt |        |
| 07. | Manuel Neuer     | Bayern München      |        |
| 08. | Jan Oblak        | Atlético Madrid     |        |
| 09. | Yassine Bounou   | Sevilla FC          |        |
| 10. | Hugo Lloris      | Tottenham Hotspur   |        |

### Club van het jaar
Manchester City won de prijs voor de beste club van het jaar.
| №   | Club               | Genomineerden | Genomineerden |
| №   | Club               | Mannen        | Vrouwen       |
| --- | ------------------ | ------------- | ------------- |
| 01. | Manchester City    | 5             | 1             |
| 02. | Liverpool FC       | 6             | 0             |
| 03. | Real Madrid        | 5             | 0             |
| 03. | Olympique Lyonnais | 0             | 5             |

### Gerd Müller Trophy

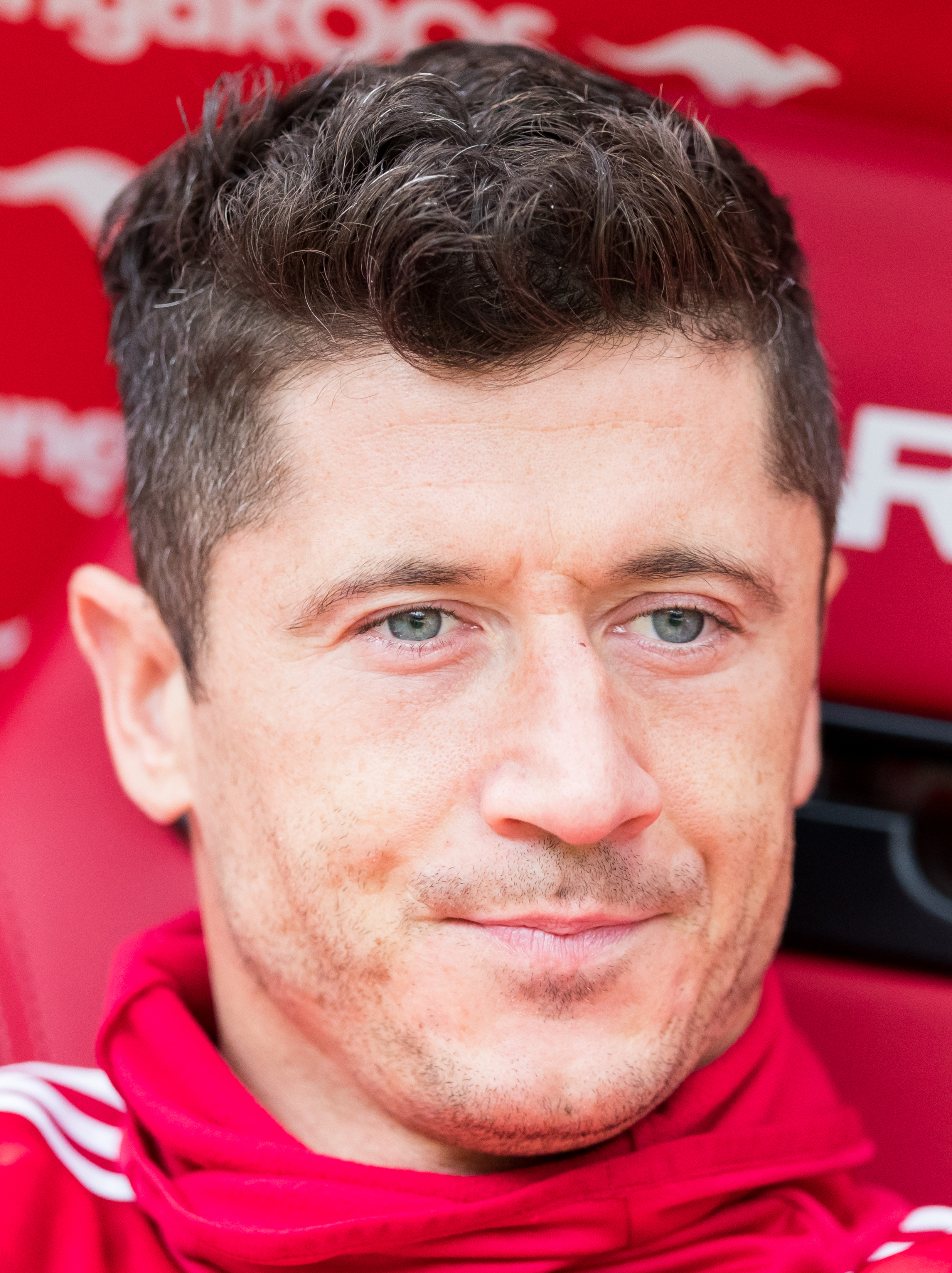
Robert Lewandowski

Robert Lewandowski won de prijs voor de topschutter van het jaar, vernoemd naar Gerd Müller en won het jaar ervoor de voorganger van de prijs, de Striker of the Year.
| №   | Speler             | Club           | Goals |
| --- | ------------------ | -------------- | ----- |
| 01. | Robert Lewandowski | Bayern München | 57    |

### Socrates Award

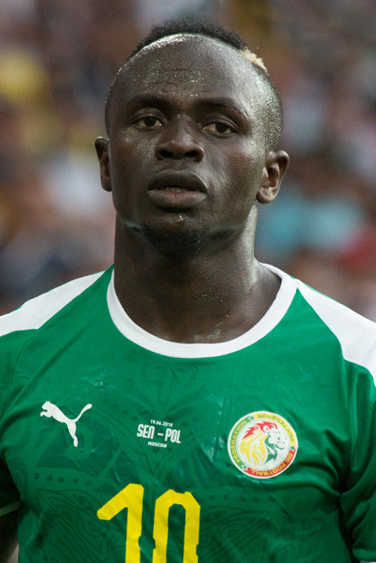
Sadio Mané

Sadio Mané won de prijs voor een speler die zich maatschappelijk heeft ingezet, vernoemd naar Sócrates, en werd de eerste winnaar van de prijs.
| №   | Speler     | Club         | Reden                                                                                              |
| --- | ---------- | ------------ | -------------------------------------------------------------------------------------------------- |
| 01. | Sadio Mané | Liverpool FC | Gaf een deel van zijn salaris uit om ziekenhuizen en scholen te laten bouwen in zijn geboorteland. |

France Football:
1956 · 
1957 · 
1958 · 
1959 · 
1960 · 
1961 · 
1962 · 
1963 · 
1964 · 
1965 · 
1966 · 
1967 · 
1968 · 
1969 · 
1970 · 
1971 · 
1972 · 
1973 · 
1974 · 
1975 · 
1976 · 
1977 · 
1978 · 
1979 · 
1980 · 
1981 · 
1982 · 
1983 · 
1984 · 
1985 · 
1986 · 
1987 · 
1988 · 
1989 · 
1990 · 
1991 · 
1992 · 
1993 · 
1994 · 
1995 · 
1996 · 
1997 · 
1998 · 
1999 · 
2000 · 
2001 · 
2002 · 
2003 · 
2004 · 
2005 · 
2006 · 
2007 · 
2008 · 
2009 · 
2016 · 
2017 · 
2018 · 
2019 · 
2021 · 
2022 · 
2023 · 
2024